# Crucea Trinitas de pe Dealul Păun

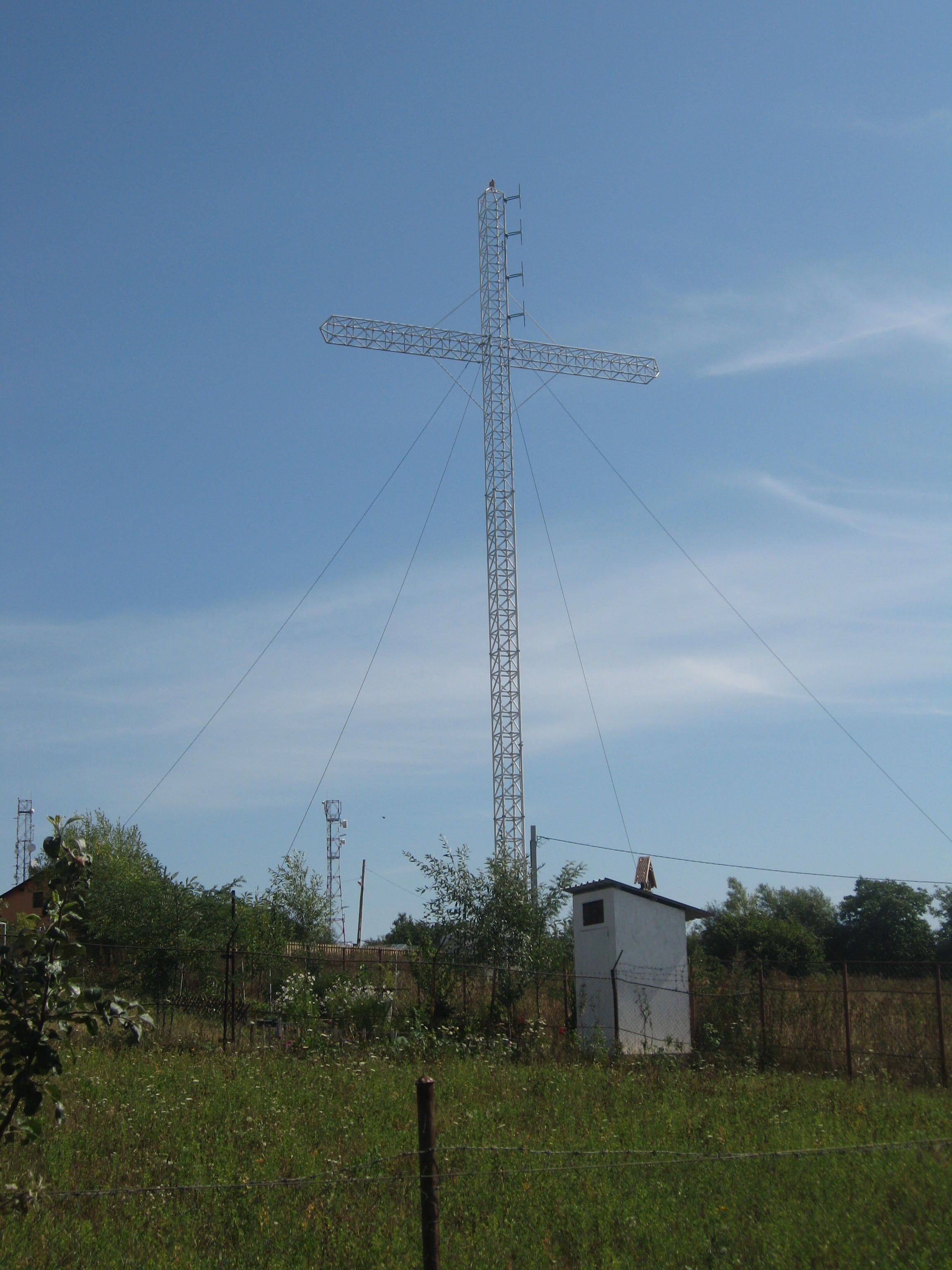
Antena Radio Trinitas în formă de cruce din satul Păun

Crucea Trinitas de pe Dealul Păun este o antenă în formă de cruce cu o înălțime de 40 metri, amplasată pe dealul din satul Păun din comuna Bârnova (județul Iași, Romania). Acest monument este mai înalt decât Crucea de pe Caraiman, fiind considerat cea mai înaltă cruce de pe teritoriul României . 
Înălțimea sa și iluminarea crucii pe timp de noapte face ca aceasta să fie vizibilă din aproape orice punct al Iașiului și de la zeci de kilometri depărtare, chiar și din localități aflate în stânga râului Prut, în Republica Moldova.

## Istoric
La inițiativa IPS Mitropolit Daniel Ciobotea al Moldovei și Bucovinei, în iulie 2006 au fost demarate, pe dealul din satul Păun, lucrări de înălțare a unei cruci metalice pe care să fie amplasată o stație de emisie a Radio Trinitas (post de radio înființat în anul 1998 de același mitropolit). Monumentul a fost ridicat în conformitate cu normativele impuse de instituțiile abilitate și s-a ținut cont că pe deasupra dealului trece culoarul aeronavelor care tranzitează Iașiul. 
Crucea are un schelet metalic de 40 de metri, echivalentul unui bloc de 10 etaje și cântărește în jur de 6 tone, fiind iluminată noaptea de 100 de becuri. Pentru ridicarea crucii a fost folosită o macara de mare capacitate, adusă special de la Bacău . 
La miezul nopții de 21/22 august 2006, un sobor de 30 preoți în frunte cu IPS Mitropolit Daniel Ciobotea a sfințit pe dealul Păun o cruce înaltă pe care este amplasată stația de emisie a Radio Trinitas. Antena avea rolul de a permite unor localități mai îndepărtate de orașul Iași să recepționeze postul de radio Trinitas, noua antenă emițând pe o rază de 100 de kilometri. Crucea are o înălțime de 40 metri și este iluminată noaptea.
Cu acest prilej, IPS Daniel a evidențiat importanța amplasării antenei în formă de cruce: Această Sf. Cruce este în același timp un stâlp al postului de radio Trinitas de unde se emite pe frecvența de 92,7. Această lucrare este deosebit de semnificativă din mai multe puncte de vedere. În primul rând este vorba de o cruce care ne aduce aminte de Sf. Treime. De câte ori facem semnul Sf. Cruci zicem: "În numele Tatălui și al Fiului și al Sf. Duh". Deci, noi nu putem despărți Crucea de Sf. Treime pentru că Fiul lui Dumnezeu, Cel Unul din Sf. Treime, S-a răstignit pe Sf. Cruce pentru noi oamenii și pentru a noastră mântuire. Crucea nu se desparte de Hristos și Hristos nu se desparte de Sf. Treime. De aceea, Radio Trinitas când înalță stâlpi în formă de Cruce preamărește Sf. Treime, dar și iubirea nesfârșita a lui Dumnezeu pentru lume. Brațul vertical arată coborârea lui Dumnezeu Fiul spre noi, iar brațul orizontal arată ridicarea noastră spre viața veșnică și spre slava iubirii Sf. Treimi.
IPS Daniel a acordat diploma de onoare "Ștefan cel Mare și Sfânt" mai multor persoane care au contribuit la realizarea Crucii de pe Dealul Păun: Ion Nani - director general al SC Antibiotice SA Iași, Florin Osadeț - director tehnic al SC Antibiotice SA Iași, Mihai Savin - sef serviciu mecanic - SC Antibiotice SA Iași, inginer Gheorghe Mertic - SC Antibiotice SA Iasi, Pavel Uci, Ion Oțetea - director SC Scut SA Bacau, Florin Tonegara, ing. Cornel Ciuhac - SC Elmondcom SRL Iași, Grigore Mardar - SC Electro SRL, Victor Chirilă - primarul comunei Bârnova, Paul Butnariu - SC Construcții Feroviare SA Iași, precum și Parohiei "Sf. Apostoli Petru și Pavel" din Păun. 
La momentul înălțării crucii se lua în calcul o supraînălțare a crucii până la 60 de metri, în condițiile în care se va modifica culoarul de zbor al avioanelor .

## Pelerinaje
În următorii ani, au fost organizate pelerinaje la Crucea Trinitas de pe dealul Păun:
- 14 septembrie 2006 - pelerinaj cu prilejul sărbătorii creștine a Înălțării Sfintei Cruci
- 29 iulie 2007 - pelerinaj al preoților și credincioșilor din Centrul Eparhial Iași, cu acest prilej înălțându-se rugăciuni pentru ploaie, pentru oprirea secetei prelungite din acea vară caniculară, și rugăciuni de sfințire a apei (aghiazma mică)

## Fotogalerie

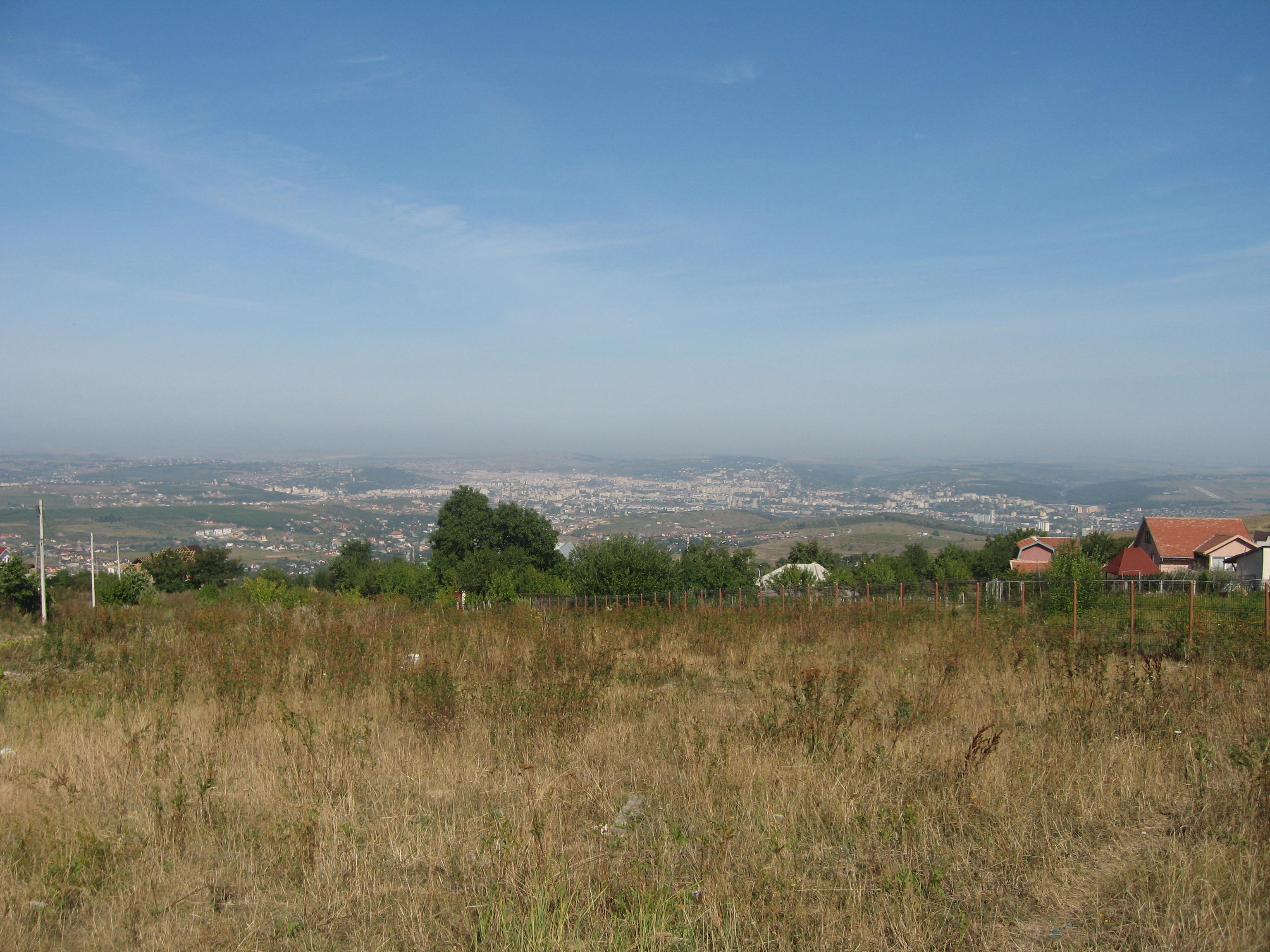
Iașiul văzut de pe dealul Păun
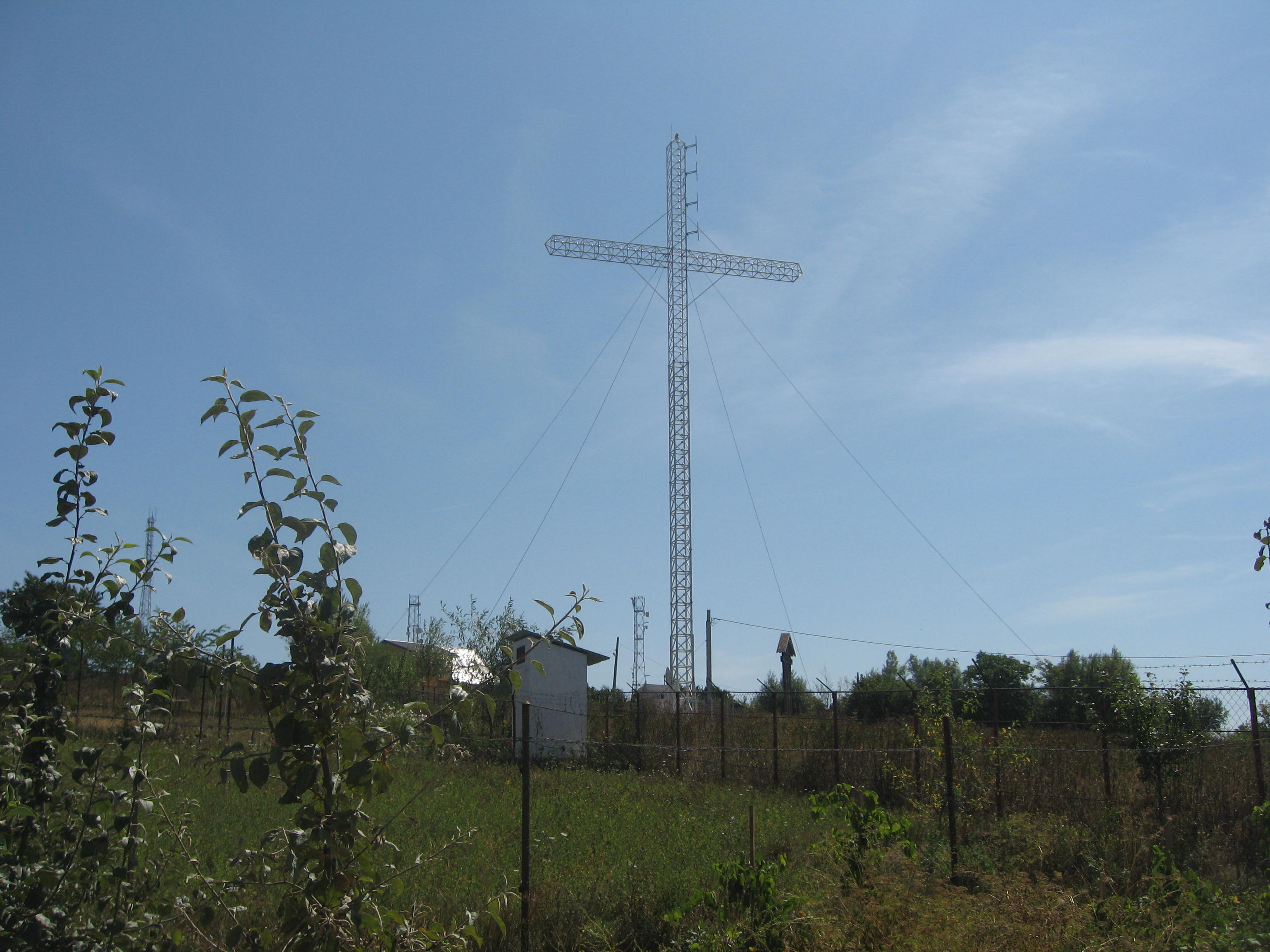
Crucea de pe dealul Păun
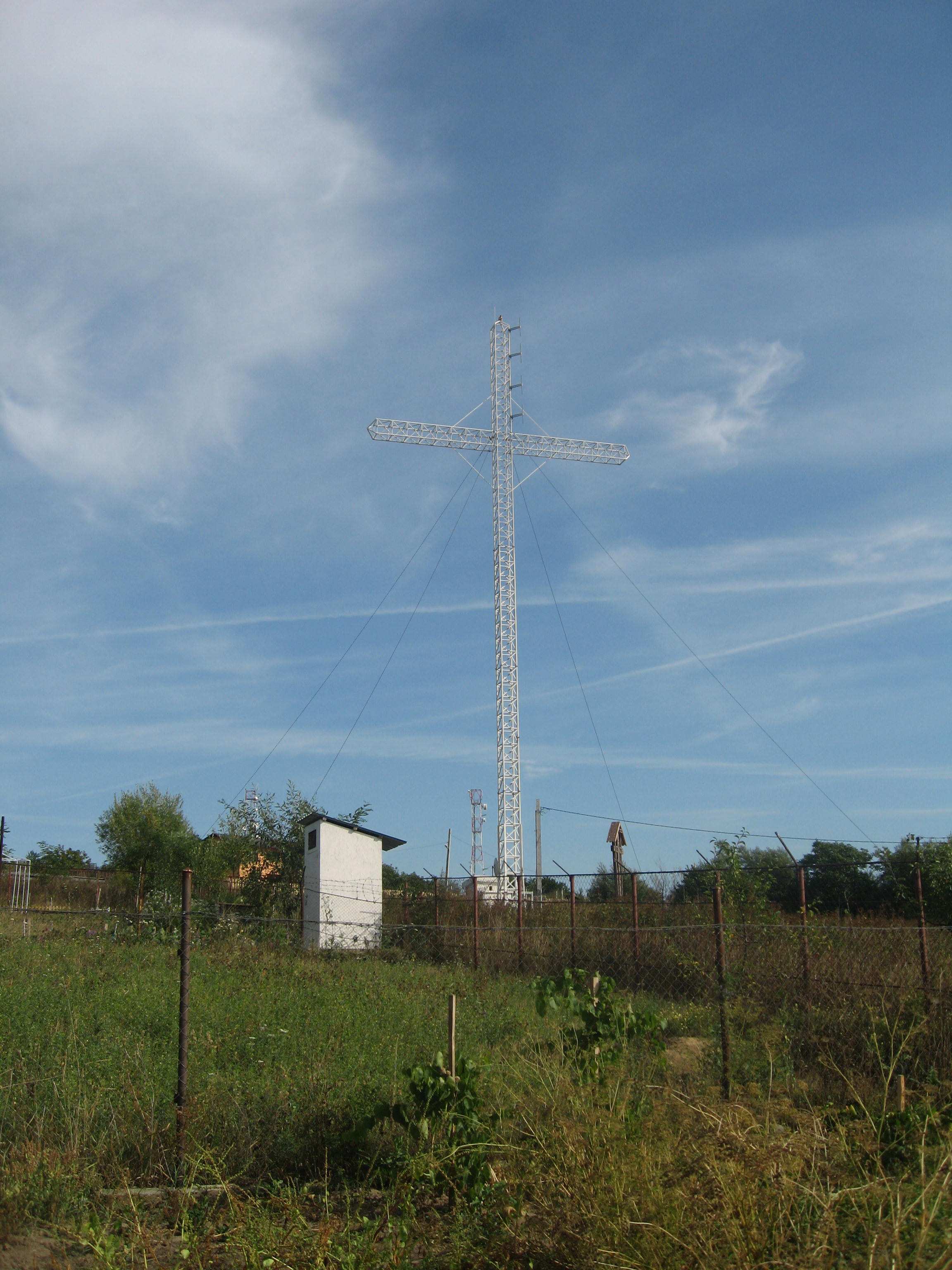
Crucea de pe dealul Păun
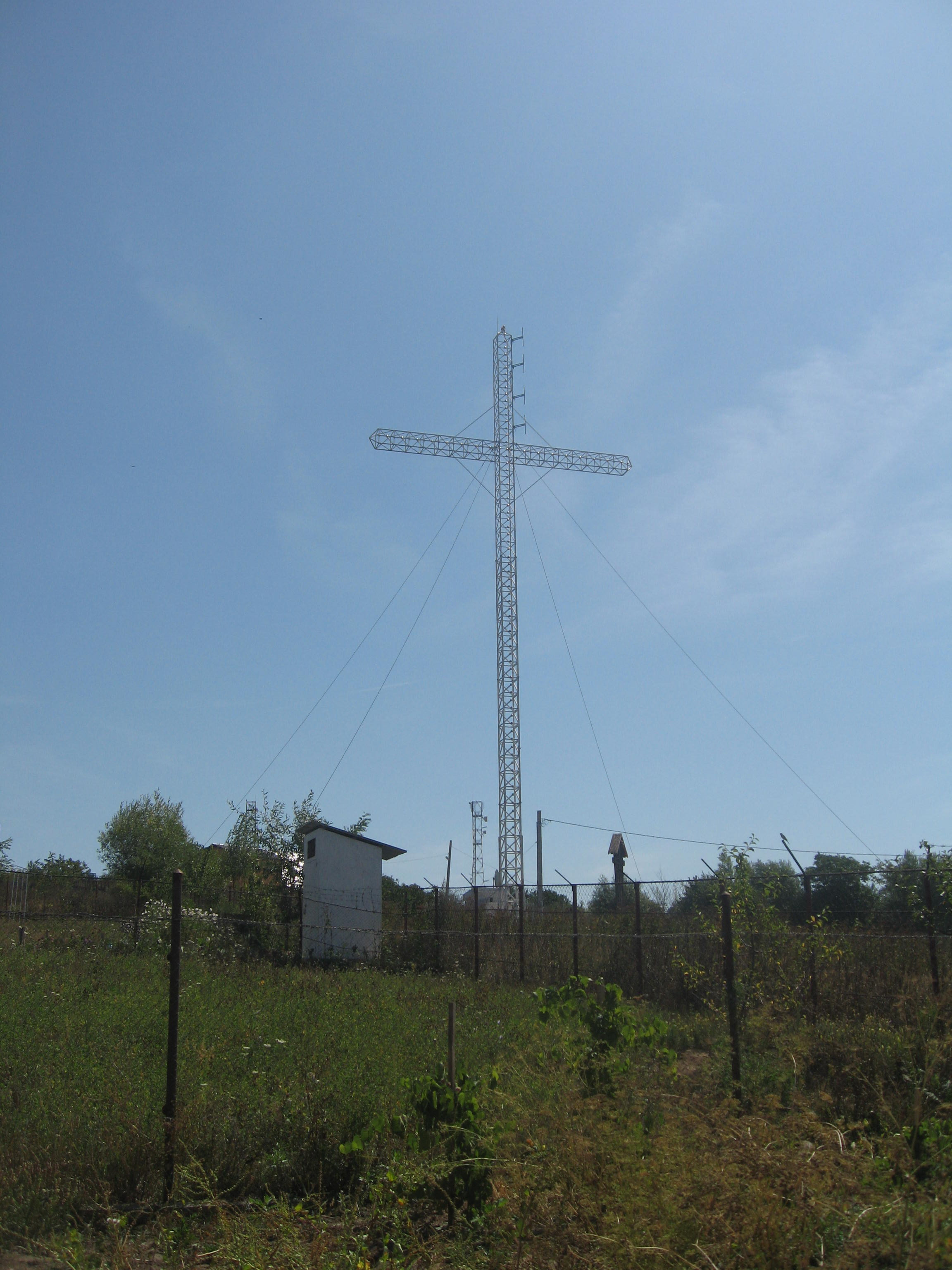
Crucea de pe dealul Păun

## Vezi și
- Listă a celor mai înalte cruci din România